# Pristerognathus
Pristerognathus war ein fleischfressendes synapsides Landwirbeltier aus der Familie der Theriodontia, Vorfahren der Säugetiere. Er lebte im Oberperm vor etwa 255 Millionen Jahren und wurde zuerst 1895 von Harry Govier Seeley anhand eines Schädelstücks beschrieben, das er in der Karoo in Südafrika gefunden hatte. Nach Pristerognathus wurde die Pristerognathus-Assemblage-Zone, eine der Sedimentschichten der Beaufort-Gruppe benannt.

## Merkmale

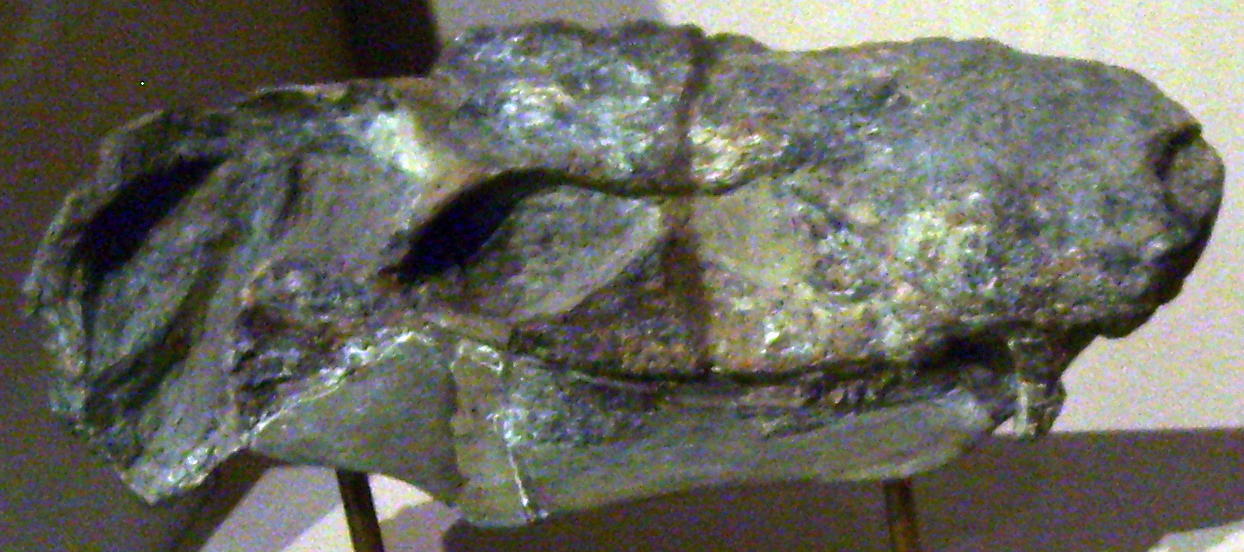
Schädel im Museum für Naturkunde in Berlin.

Der von Robert Broom 1904 beschriebene Schädel von Pristerognathus baini hatte eine Länge von mehr als 30 Zentimetern (gemessen an der Unterseite vom Hinterhauptbein bis zum Ende der Schnauze) und eine Breite von 15 Zentimetern an der breitesten Stelle zwischen den Schläfen. Der Kopf war relativ niedrig gebaut. Das synapside Schädelfenster war größer als die Augenhöhle und erreichte 30 % der Schädellänge. 75 bis 80 % des Unterkiefers wurden vom Dentale gebildet. Das Maul war mit einfachen, konischen Zähnen besetzt, im Oberkiefer saßen lange Eckzähne.
Insgesamt wurde Pristerognathus bis zu 2 m lang.
Wie die späteren Säugetiere wurde Pristerognathus nicht kontinuierlich größer, sondern wuchs als Jungtier sehr schnell und beendete dann im frühen Erwachsenenstadium sein Wachstum.

## Arten
Es sind drei Arten von Pristerognathus beschrieben worden:
- Pristerognathus baini Broom, 1904
- Pristerognathus platyrhinus
- Pristerognathus polyodon Seeley, 1895

## Systematik
Das von Harry Govier Seeley im Jahr 1889 selbst gefundene und 1895 beschriebene Schädelfragment von Pristerognathus polyodon deutet auf ein noch etwas größeres Tier hin als Pristerognathus baini. Das Typusexemplar von P. polyodon, das heute im Britischen Museum aufbewahrt wird, ist ein verwittertes Stück des Schädels, von dem sechs obere und drei untere Schneidezähne erhalten waren, das aber keine genauen Aussagen über die Anzahl der Molaren zulässt. Daher ist Pristerognathus polyodon oft als nomen dubium bezeichnet worden. Laut Meinung einiger Wissenschaftler, darunter Sidney Henry Haughton, basierte die Beschreibung auf unzureichendem Material, das nicht eindeutig einem bestimmten Taxon zugeordnet werden könne. Andere Forscher haben hingegen Pristerognathus polyodon und Pristerognathus baini als dieselbe Art angesehen.